# Пенет
Пенет (рум. Pănet) — село у повіті Муреш в Румунії. Адміністративний центр комуни Пенет.
Село розташоване на відстані 267 км на північний захід від Бухареста, 6 км на захід від Тиргу-Муреша, 71 км на схід від Клуж-Напоки, 133 км на північний захід від Брашова.

## Населення
За даними перепису населення 2002 року у селі проживали 2307 осіб.
Національний склад населення села:
| Національність | Кількість осіб | Відсоток |
| -------------- | -------------- | -------- |
| угорці         | 2231           | 96,7%    |
| румуни         | 75             | 3,3%     |

Рідною мовою назвали:
| Мова      | Кількість осіб | Відсоток |
| --------- | -------------- | -------- |
| угорська  | 2238           | 97,0%    |
| румунська | 69             | 3,0%     |